# Tonzona River
Der Tonzona River ist der linke Quellfluss des East Fork Kuskokwim Rivers im US-Bundesstaat Alaska.

## Verlauf
Der Tonzona River entspringt auf etwa 1200 m Höhe in der Alaskakette. Das Quellgebiet befindet sich östlich vom 874 m hohen Mystic Pass. Der Tonzona River fließt anfangs in nordöstlicher Richtung durch das Gebirge. Das Schmelzwasser des Surprise-Gletschers sowie die gletschergespeisten Gebirgsflüsse Ripsnorter Creek und Cathedral Creek fließen dem Tonzona River rechtsseitig zu. Dieser wendet sich nach Nordwesten und verlässt das Gebirge. Er durchfließt die Tanana-Kuskokwim-Niederung in nordwestlicher Richtung. Dabei fließt er südlich an den Slow Fork Hills vorbei. Der Tonzona River trifft nach 120 Kilometern auf den Slow Fork, der von Norden heranfließt. Die beiden Flüsse bilden ein Geflecht aus mehreren Flussarmen, die sich letztendlich zum East Fork Kuskokwim River vereinigen. 

## Name
Der indianische Flussname Tonzona wurde ursprünglich für einen weiter südlich verlaufenden Nebenfluss des South Fork Kuskokwim River verwendet. Dieser wurde später in Little Tonzona River umbenannt.